# Épeigné-les-Bois
Épeigné-les-Bois è un comune francese di 430 abitanti situato nel dipartimento dell'Indre e Loira nella regione del Centro-Valle della Loira.

## Società

### Evoluzione demografica
Abitanti censiti